# Abismos de pasión
Abismos de pasión es una película mexicana con adaptación cinematográfica del director hispano-mexicano Luis Buñuel de la novela Cumbres Borrascosas de la escritora inglesa Emily Brontë.

## Argumento
Alejandro regresa a la finca El Robledal tras estar ausente diez años. Su deseo es casarse con Catalina, su amor de juventud. Pero ésta ya se ha casado con Eduardo. Por despecho se casará con la cuñada de Catalina, Isabel, pero al no amarla la tratará con distancia y desprecio. Alejandro y Eduardo tienen un duro enfrentamiento y Catalina muere. 
Alejandro trata de bajar al panteón donde reposan los restos de Catalina para besarla, pero Ricardo, hermano de la muerta, lo mata de un tiro.

## Comentario
Excelente manejador del melodrama, Buñuel consigue recrear magistralmente el ambiente opresivo y de amor loco de la novela de Emily Brontë. Los personajes se ven arrastrados por oscuras pasiones que desembocan en el trágico final, no por esperado menos impactante. Es tal vez la más lograda adaptación de este clásico de la literatura inglesa.
Es una película que hubiera querido hacer en tiempos de La Edad de Oro. Junto con Pierre Unik escribió el guion que tuvo que esperar veinticuatro años para llevarse a la pantalla. Buñuel comentó que para los surrealistas 'Cumbres Borrascosas' era un libro formidable, pues ellos amaban el 'amor fou' por encima de todo. En 1953, el productor Oscar Dancigers tenía contratados a Jorge Mistral e Irasema Dilián para llevar a cabo una comedia romántica. Buñuel no mostró agrado sobre el argumento y entonces Dancigers le recordó que él le había hablado de su adaptación de 'Wuthering Heights'. Buñuel se lo mostró y Dancigers aceptó. Buñuel hizo pocos arreglos al guion. Según él mismo, se trata de una película dura, sin concesiones y que respeta el sentido del amor de la novela. 
El cineasta sin embargo lamentó que los actores fueran inadecuados. Irasema Dilián con su acento polaco y Jorge Mistral con su acento español representaban a unos seres que eran como hermanos de leche, introduciendo en la película un elemento de irrealidad indeseable que no podía controlar. La música fue un desastre. Tristan e Isolda de Wagner sería utilizada para el final del filme, pero Buñuel dejó negligentemente al compositor a que grabase el acompañamiento musical y este puso música a todo el filme, mientras el aragonés asistía a Cannes. Con todo, Buñuel siempre consideró que su versión reflejaba mucho mejor el espíritu de la novela que la hecha por Hollywood.
Ya que ningún cineasta tiene por qué sentirse responsable de las relaciones entre su obra y el transcurso del tiempo, es natural que Buñuel no previese algo que ha sucedido con muchas de sus películas, 'Abismos de Pasión' entre ellas; con el paso de los años, estas cintas marcadas por todas las desventajas que el cine comercial impone, ganan en coherencia. Esto quizá se deba a que el estilo del realizador, cuando lo hay, priva sobre el juego de los actores.
Buñuel, al hacer la adaptación a México, aporta ya más violencia. Desdeñando siempre los cánones impuestos por Hollywood, rescata a ultranza el espíritu extremo de todos los personajes, desde Catalina hasta José. No hace ningún esfuerzo en hacer "querible" a Alejandro (Heathcliff), sino como lo pintó Brontë: burdo, violento, inadaptado, resentido, y profundamente enamorado. No se esfuerza por dar a Catalina pinceladas de una joven adorable, sino que la retrata con todos los defectos de la niña mimada que es: caprichosa, histérica, frágil, y profundamente enamorada. Isabel es representada como una vulgar joven que se muestra como una estúpida romántica y que le teme a los zopilotes. Incluso el sirviente de Ricardo, José, es mostrado como un viejo santurrón y odioso. Además, la brecha de la diferencia social entre los dos protagonistas principales se hace mucho más notoria. 
Por otra parte, los diálogos, como siempre en películas de Buñuel, son impecables, agudos y sórdidos.